# Deula

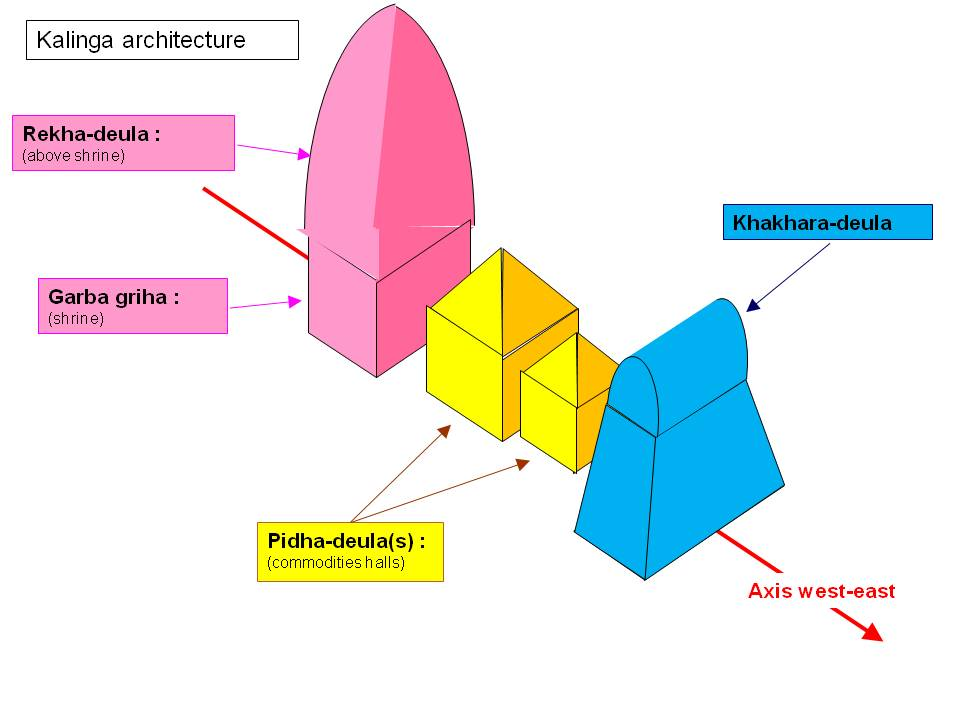
Schéma simplifié d'un temple d'architecture Kalinga

Un deula (ou deul) désigne un temple dans l'état de l'Orissa en Inde .
Le mot vient de la langue locale, l'Oriya.
C'est aussi un type de bâtiment dans l'architecture de style Kalinga des temples hindouistes de cette région.
Il y a trois types de Deulas  : 

## Rekha Deula

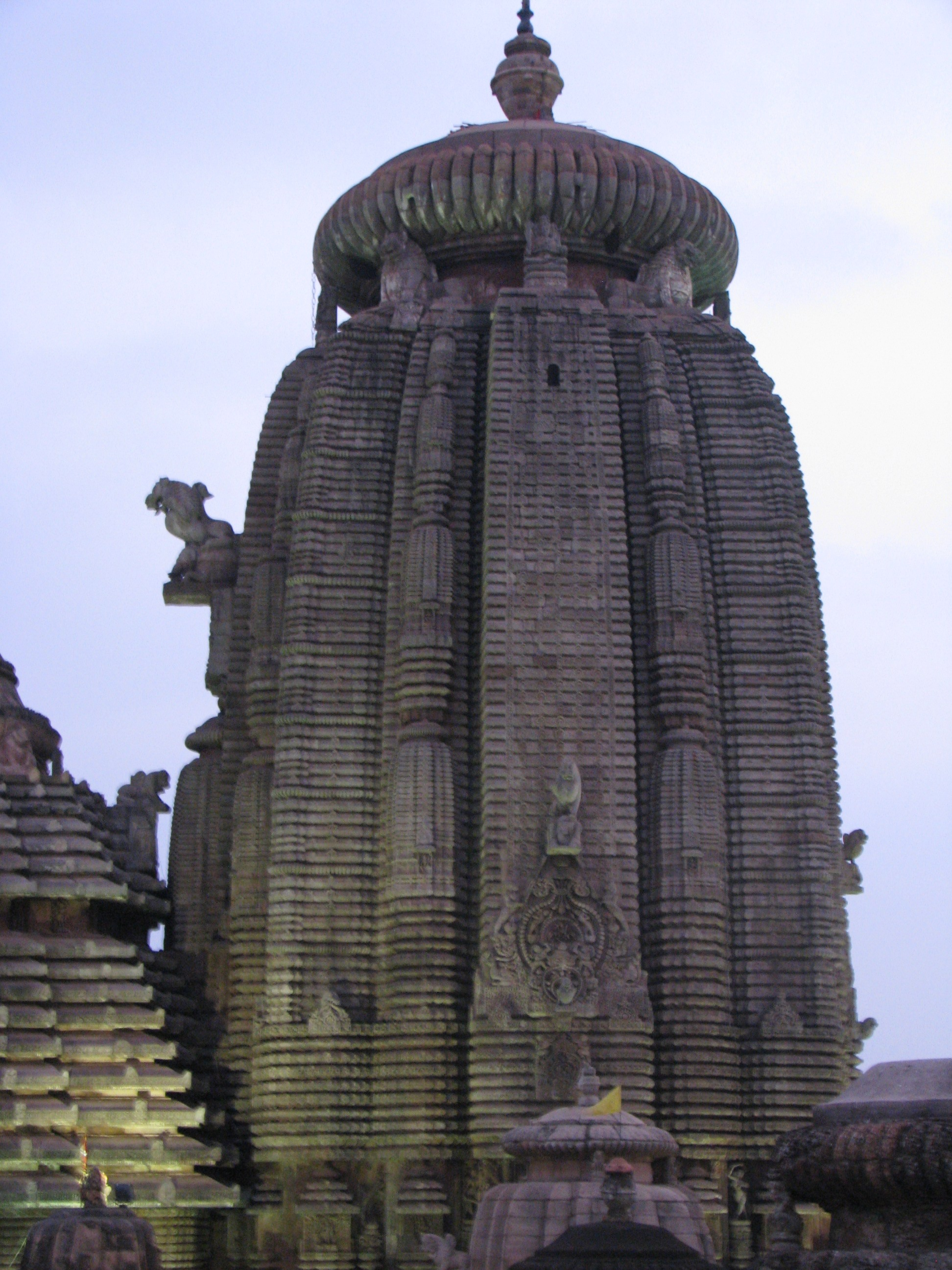
Temple de Lingaraja

Rekha signifie ligne en sanskrit. C'est un bâtiment élevé en forme de pain de sucre, semblable aux shikharas. Il recouvre et protège le cœur du sanctuaire (garbha griha).
Exemples :
- Le Shikhara du Temple de Lingaraja à Bhubaneswar.
- Le Shikhara du temple de Jagannath à Puri.
- Le petit temple de Jagannath à Nayagarh, Orissa.
- Le petit temple de Shiva Uttareshvara à Bhubaneswar.
- Le Shikhara du temple de Yameshwar à Bhubaneswar.

## Pidha Deula

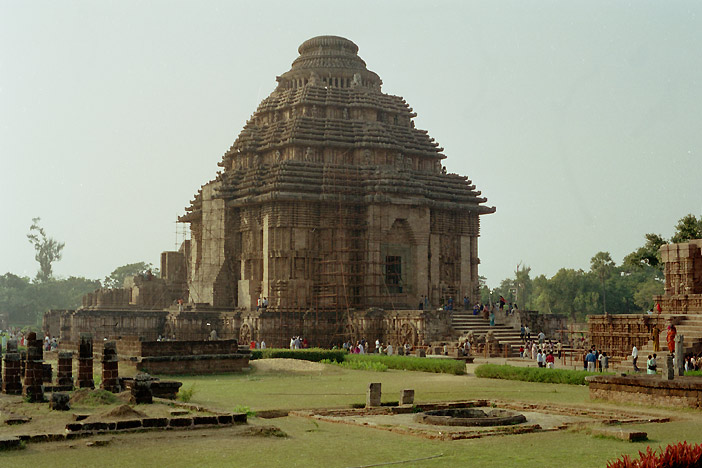
Le temple du soleil à Konarak

C'est un bâtiment de plan carré avec une toiture en forme de pyramide, comme les vimanas. Pour des halls ou des salles de service du temple.
Exemples :
- Le jaga mohan (salle d'assemblée) du Temple de Sûrya (Konârak).
- Le jaga mohan du Temple de Yameshwar à Bhubaneswar.
- Le temple jain de Digambara à Bhubaneswar.

## Khakhara Deula

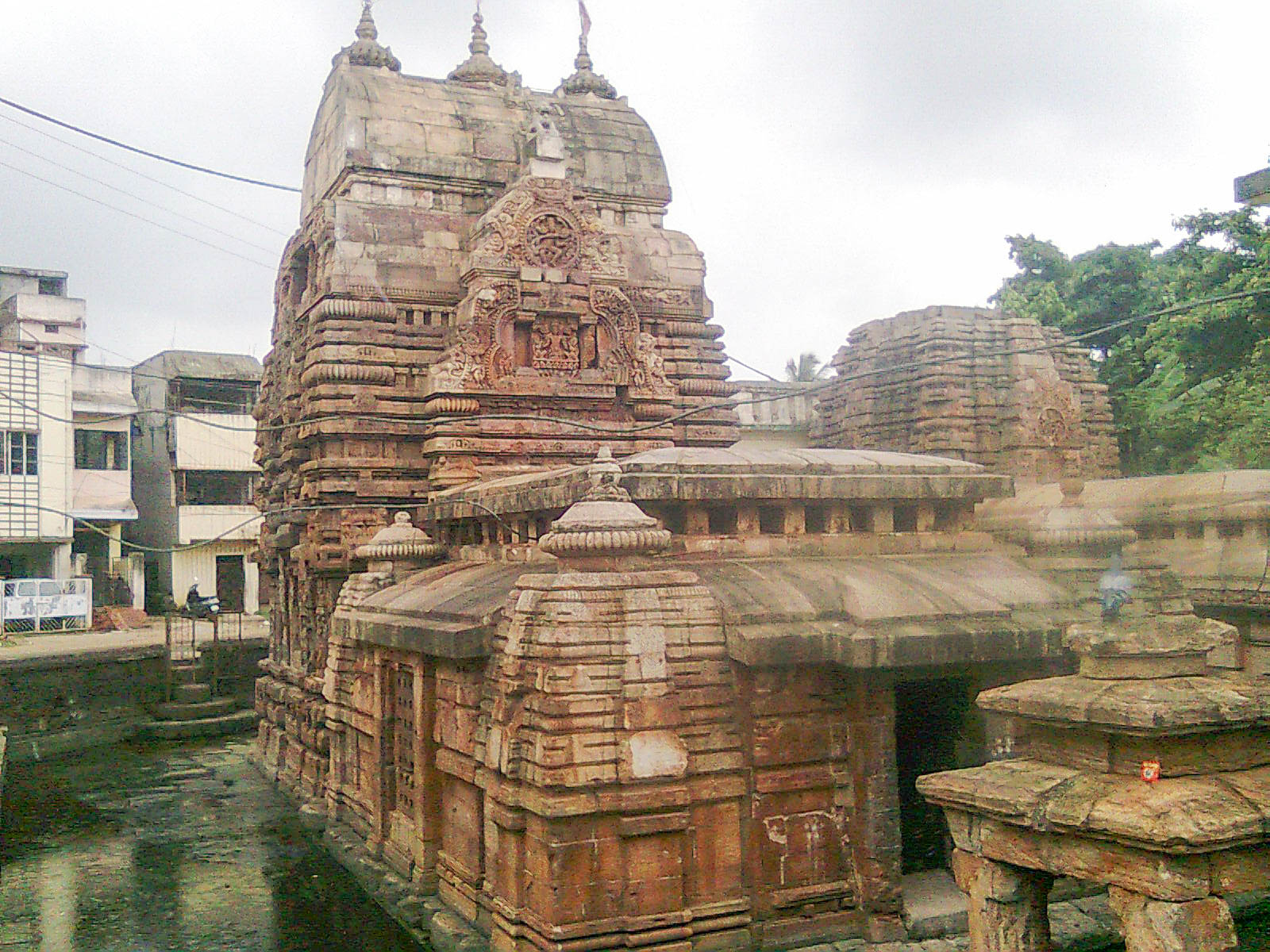
Le temple de Baitala Deula

C'est un bâtiment de plan rectangulaire avec une toiture en forme de pyramide tronquée, comme les gopuras. Le nom vient de Khakharu (=gourde) du fait de la forme du haut du toit. Les temples de divinités féminines telles que Shakti sont généralement de ce type.
Exemples :
- Le temple de Vaital Deula (ou Baitala Deula) à Bhubaneswar dédié à la déesse Chamunda.
- Le temple de Varahi Deula à Chaurasi près de Puri, dédié à la déesse Varahi.
- Le temple de Brahmi à Chaurasi près de Puri.
- Le temple de Gouri à Bhubaneswar.
- Le temple de Narayani, près de Khalikote, Orissa dédié à Durga.
- Le temple de Durga près de Banki, Orissa.